# Aeropuerto de Fagali'i
El Aeropuerto de Fagali'i  (en inglés: Fagali'i Airport) (IATA: FGI, ICAO: NSFI) es un aeropuerto situado en Fagali'i, Samoa.
El aeropuerto de Fagali'i era propiedad y estuvo operado por Polynesian Airlines y el Gobierno de Samoa previamente. La pista de aterrizaje Fagali'i era solo de hierba, pero fue pavimentada y reabrió el 6 de julio de 2002, solo para ser cerrada de nuevo desde enero de 2005 debido a la preocupación del Gobierno y del pueblo sobre la seguridad y el ruido.
El 1 de julio de 2009, Polynesian Airlines reabrió el aeropuerto Fagali'i y reanudó un servicio que incluye los vuelos internacionales a Pago Pago, Samoa Americana.